# 29490 Мисльбек
29490 Мисльбек (29490 Myslbek) — астероїд головного поясу, відкритий 19 листопада 1997 року.
Тіссеранів параметр щодо Юпітера — 3,548.